# Pipe Dreams
Pipe Dreams es una canción grabada por la cantante y compositora canadiense Nelly Furtado. Fue lanzada como primer sencillo del sexto álbum de estudio de Furtado, The Ride.
La canción fue producida por John Congleton.

## Composición
"Pipe Dreams" se describe como una canción de ritmo R&B. Según Furtado, el sencillo habla de la falsa esperanza de soñar. Furtado dijo sobre el contenido lírico de la canción: 
```
  "Mucho de [The Ride] toca eso, en términos de cordura versus realidad. El bajón, la resaca después de la prisa, y cómo juntas las piezas, y cómo arreglas las partes más reales de la vida".
[
4
]
```

## Recepción
Christoph Büscher de Medium.com escribió: "El primer sencillo que se saca de The Ride es una balada de ensueño que, tras su lanzamiento, demostró de manera impresionante el cambio de dirección musical de Nelly. "Pipe Dreams" puede no ser la mejor canción del álbum, pero sin duda es un sencillo principal apropiado".

## Video musical
El video musical de "Pipe Dreams" fue lanzado el 20 de diciembre de 2016. Está filmado a través de una lente VHS.

## Formatos
- Descarga Digital

1. "Pipe Dreams"